# Kronstadt
Kronstadt (em russo: Кронштадт) é uma cidade russa na ilha de Kotlin no golfo da Finlândia, a cerca de 30 quilómetros a ocidente de São Petersburgo.
Desde a época czarista, era uma guarnição da marinha imperial russa, e, durante a Revolução de 1917, tornou-se um centro importante de agitação revolucionária. Em 1921, no entanto, esta guarnição revoltou-se (ver Revolta de Kronstadt) contra os bolcheviques e lançou a palavra de ordem "viva os sovietes e abaixo os comunistas". O levante foi violentamente reprimido pelos bolcheviques, que a tomaram num assalto, durante o inverno. Participaram diretamente da repressão o chefe da polícia secreta Felix Dzerzhinsky e o comissário da guerra Leon Trotsky, cujo prestígio político foi severamente prejudicado pela violência com que a operação foi conduzida. [carece de fontes?]

## Personalidades
- Pyotr Kapitsa (1894-1984), Prémio Nobel de Física de 1978